# Quadrinhos A2
Quadrinhos A2 é uma webcomic de autoria do casal Cristina Eiko e Paulo Crumbim. As histórias contam, de forma bem humorada, o dia a dia do casal, suas discussões, viagens, etc. Desde 2011, já foram lançados cinco livro compilando as HQs do site, todos publicados de forma independente, cada um com o nome de Quadrinhos A2 - primeira temporada, segunda temporada e assim por diante. Em 2013, o segundo volume impresso ganhou o Troféu HQ Mix na categoria "melhor publicação independente de autor".